# النور آراگون، ملکه قبرس
النور آراگون، ملکه قبرس (۱۳۳۳ – ۲۶ دسامبر ۱۴۱۷) ملکه هم‌نشین قبرس و همسر پادشاه قبرس، پیتر یکم، بود. وی همچنین نایب‌السلطنه پسرش، پیتر دوم، دز مان سفر همسرش به اروپا و پس از قتل پیتر یکم توسط شوالیه‌هایش بود.